# 국립신암선열공원관리소
국립신암선열공원관리소(國立新巖先烈公圓管理所)는 국립신암선열공원의 관리 업무를 담당하는 기관이다. 국립신암선열공원관리소장은 5급으로 보한다.

## 설치 근거
- 국가보훈부와 그 소속기관 직제[2]

## 소관 업무
1. 국가 또는 사회에 희생·공헌한 분들의 충의와 위훈의 정신 선양
2. 의전·의식·행사에 관한 사항
3. 유골·시체 또는 영현의 봉수·봉송·안장 및 이장
4. 묘적부의 기록·유지
5. 기념관·유물관 등 시설물의 유지·관리 및 관련 자료의 보관·관리
6. 그 밖에 해당 국립묘지의 효율적인 관리·운영에 관한 사항과 처장의 지시사항